# Gouvernement Sanaa
Sanaa (arabisch صنعاء, DMG Ṣanʿāʾ) ist eines der 22 Gouvernements des Jemen. Es liegt im Zentrum des Landes.
Sanaa hat eine Fläche von 15.052 km² und ca. 1.311.000 Einwohner (Stand: 2017). Das ergibt eine Bevölkerungsdichte von 87 Einwohnern pro km².
Die Hauptstadt des Gouvernements, Sanaa, ist auch die Hauptstadt des Jemen. Sie ist aber nicht Teil des Gouvernements, sondern wird als separater Hauptstadtbezirk von diesem als Enklave umgeben. Die größte Stadt des Gouvernements ist Sayyan.